# アンビー熊本
アンビー熊本（アンビー熊本）は、熊本県合志市竹迫に位置し、株式会社日本エスシーマジネメントが運営する大規模商業施設、ショッピングセンター。

## 近隣SC
- ゆめタウン光の森

## 沿革
- 2018年
  - 11月1日 合志物産館 志来菜彩 オープン
- 2019年
  - 4月ニシムタTHE FACTORY がオープン。
  - 11月1日ニシムタFood&Garden館がオープン。